# أولاد يحيى بحري
قرية أولاد يحيى بحري هي إحدى القرى التابعة لمركز دار السلام بمحافظة سوهاج في جمهورية مصر العربية. حسب إحصاءات سنة 2006، بلغ إجمالي السكان في أولاد يحيى بحري 32376 نسمة، منهم 16553 رجل و15823 امرأة.